# Inka Christie
Inka Christie, właśc. Rinni Chries Hartono (ur. 20 stycznia 1973 / 1975) – indonezyjska piosenkarka.
Jest zaliczana do grona najwybitniejszych wokalnie indonezyjskich piosenkarek lat 80./90. XX wieku. Popularność zdobyła nie tylko w swoim kraju, ale również w sąsiedniej Malezji. Przełomem w jej karierze stało się wykonanie utworu „Cinta Kita” w 1991 roku (wraz z Amym Searchem). W 1992 r. wydała swój debiutancki album pt. Gambaran Cinta.
W 2007 r. zapoczątkowała zespół popowy Q-ta ini. W 2008 r. grupa wydała album pt. Mencari Cinta.

## Dyskografia
Albumy
- 1992: Gambaran Cinta
- 1993: Nafas Cinta
- 1995: Yang Kunanti
- 1996: Yang Kedua Kali
- 1997: Tiada Cinta Yang Lain
- 1998: Nyanyian Suara Hati
- 1999: Teratai
- 2001: Puisi Cinta
- 2012: Semua untuk Kita

Single
- 1996: „Menggapai Harapan”

Kompilacje
- 2003: Sanggupkah